# Marcia Fudge
Marcia Louise Fudge (1952. október 29. –) amerikai jogász és politikus, aki az Egyesült Államok lakásügyi és városfejlesztési minisztere volt 2021 és 2024 között. Korábban 2008 és 2021 között Ohio 11. választókerületének képviselője az Egyesült Államok Képviselőházában. A Demokrata Párt tagja, ellenfél nélkül nyerte meg a 2008-as rendkívüli választást, miután Stephanie Tubbs Jones elhunyt ciklusa közben. Joe Biden 2020. december 10-én jelölte az Egyesült Államok Lakásügyi és városfejlesztési miniszterének pozíciójára, amely jelölést 2021. március 10-én fogadott el a Szenátus.

## Választási eredmények
| Párt     | Jelölt            | Szavazatok | %      |
| -------- | ----------------- | ---------- | ------ |
| FÜG      | Marcia Fudge      | 2,108      | 75.72% |
| FÜG      | William L. Pegues | 676        | 24.28% |
| Összesen | Összesen          | 2,784      | 100.0  |

| Párt     | Jelölt                    | Szavazatok | %     |
| -------- | ------------------------- | ---------- | ----- |
| FÜG      | Marcia Fudge (hivatalban) | 2,120      | 100.0 |
| Összesen | Összesen                  | 2,120      | 100.0 |

| Párt     | Jelölt                    | Szavazatok | %     |
| -------- | ------------------------- | ---------- | ----- |
| FÜG      | Marcia Fudge (hivatalban) | 1,246      | 100.0 |
| Összesen | Összesen                  | 1,246      | 100.0 |

| Párt                 | Jelölt             | Szavazatok | %      |
| -------------------- | ------------------ | ---------- | ------ |
| 25x25px[halott link] | Marcia Fudge       | 10,753     | 66.96% |
| 25x25px[halott link] | Jeffrey D. Johnson | 2,028      | 12.63% |
| 25x25px[halott link] | Marvin McMickle    | 714        | 4.45%  |
| 25x25px[halott link] | Carolyn R. Johnson | 690        | 4.30%  |
| 25x25px[halott link] | C. J. Prentiss     | 535        | 3.33%  |
| 25x25px[halott link] | Sean Ryan          | 241        | 1.50%  |
| 25x25px[halott link] | Bill Patmon        | 188        | 1.17%  |
| További jelöltek     | További jelöltek   | 909        | 5.66%  |
| Összesen             | Összesen           | 16,058     | 100.0  |

| Párt                 | Jelölt       | Szavazatok | %     |
| -------------------- | ------------ | ---------- | ----- |
| 25x25px[halott link] | Marcia Fudge | 8,597      | 100.0 |
| Összesen             | Összesen     | 8,597      | 100.0 |

| Párt                 | Jelölt                    | Szavazatok | %      |
| -------------------- | ------------------------- | ---------- | ------ |
| 25x25px[halott link] | Marcia Fudge (hivatalban) | 139,684    | 82.93% |
| 25x25px[halott link] | Thomas Pekarek            | 28,752     | 17.07% |
| Összesen             | Összesen                  | 168,436    | 100.0  |

| Párt                 | Jelölt                    | Szavazatok | %     |
| -------------------- | ------------------------- | ---------- | ----- |
| 25x25px[halott link] | Marcia Fudge (hivatalban) | 258,359    | 100.0 |
| Összesen             | Összesen                  | 258,359    | 100.0 |

| Párt                 | Jelölt                    | Szavazatok | %      |
| -------------------- | ------------------------- | ---------- | ------ |
| 25x25px[halott link] | Marcia Fudge (hivatalban) | 137,105    | 79.45% |
| 25x25px[halott link] | Mark Zetzer               | 35,461     | 20.55% |
| Összesen             | Összesen                  | 172,565    | 100.0  |

| Párt                 | Jelölt                    | Szavazatok | %      |
| -------------------- | ------------------------- | ---------- | ------ |
| 25x25px[halott link] | Marcia Fudge (hivatalban) | 242,917    | 80.25% |
| 25x25px[halott link] | Beverly A. Goldstein      | 59,769     | 19.75% |
| Összesen             | Összesen                  | 302,686    | 100.0  |

| Párt                 | Jelölt                    | Szavazatok | %      |
| -------------------- | ------------------------- | ---------- | ------ |
| 25x25px[halott link] | Marcia Fudge (hivatalban) | 206,138    | 82.24% |
| 25x25px[halott link] | Beverly A. Goldstein      | 44,486     | 17.75% |
| FÜG                  | James Jerome Bell         | 36         | 0.01%  |
| Összesen             | Összesen                  | 250,660    | 100.0  |

| Párt                         | Jelölt                       | Szavazatok | %      |
| ---------------------------- | ---------------------------- | ---------- | ------ |
| 25x25px[halott link]         | Nancy Pelosi                 | 220        | 50.81% |
| 25x25px[halott link]         | Kevin McCarthy               | 192        | 44.34% |
| 25x25px[halott link]         | James Jordan                 | 5          | 1.16%  |
| 25x25px[halott link]         | Cheri Bustos                 | 4          | 0.92%  |
| 25x25px[halott link]         | Tammy Duckworth              | 2          | 0.46%  |
| 25x25px[halott link]         | Thomas Massie                | 1          | 0.23%  |
| 25x25px[halott link]         | Stacey Abrams                | 1          | 0.23%  |
| 25x25px[halott link]         | Joe Biden                    | 1          | 0.23%  |
| 25x25px[halott link]         | Marcia Fudge                 | 1          | 0.23%  |
| 25x25px[halott link]         | Joseph P. Kennedy, III       | 1          | 0.23%  |
| 25x25px[halott link]         | John Lewis                   | 1          | 0.23%  |
| 25x25px[halott link]         | Stephanie Murphy             | 1          | 0.23%  |
| Ezen jelöltek közül egyik se | Ezen jelöltek közül egyik se | 3          | 0.69%  |
| Összesen                     | Összesen                     | 433        | 100.0  |

| Párt                 | Jelölt                    | Szavazatok | %      |
| -------------------- | ------------------------- | ---------- | ------ |
| 25x25px[halott link] | Marcia Fudge (hivatalban) | 242,098    | 80.05% |
| 25x25px[halott link] | Laverne A. Jones-Gore     | 60,323     | 19.95% |
| Összesen             | Összesen                  | 302,421    | 100.0  |